# Pacific Palisades
Pacific Palisades é um bairro na região oeste da cidade de Los Angeles na Califórnia, Estados Unidos, situado a cerca de 32 km a oeste do centro de Los Angeles.  